# Karl Vernon
Karl Vernon (Neuenahr, 19 giugno 1880 – Worthing, 11 luglio 1973) è stato un canottiere britannico.

## Carriera
Nato in Germania, nel 1905 entrò a far parte del Thames Rowinc Club, dall'anno successivo fece coppia con Julius Beresford partecipando alla Silver Goblets & Nickalls' Challenge Cup la regata riservata al due senza della Henley Royal Regatta, classificandosi secondo dal 1907 al 1909.
In quegli anni ha fatto parte del Quattro senza, insieme a Beresford, Charles Rought e Bruce Logan, che vinse la Stewards' Challenge Cup nel 1909 e nel 1911.
Lo stesso equipaggio, con l'aggiunta di Geoffrey Carr, vinse la medaglia d'oro nel quattro con a Stoccolma 1912.
Durante la prima guerra mondiale Vernon servì come luogotenente nel Royal Army Medical Corps, ricevendo la Military Medal.
Terminata la guerra tornò al canottaggio, gareggiando fino oltre i cinquanta anni di età, nel 1930 venne eletto vicepresidente del Thames Rowing Club e due anni dopo ricevette dall'Amateur Rowing Association l'incarico di individuare la miglior squadra britannica per i Giochi olimpici di Los Angeles 1932

## Palmarès
- Giochi olimpici

Stoccolma 1912: argento nel quattro con.